# یوستوس پفاوه
یوستوس پفاوه (آلمانی: Justus Pfaue؛ ۲۵ سپتامبر ۱۹۴۲ – ۸ مارس ۲۰۱۴) بازیگر، فیلم‌نامه‌نویس و نویسنده کودکان اهل آلمان بود.
از فیلم‌ها یا مجموعه‌های تلویزیونی که وی در آن‌ها نقش داشته‌است، می‌توان به جک هالبورن و سیلاس اشاره نمود.